# Monstrilla filogranarum
Monstrilla filogranarum är en kräftdjursart som först beskrevs av Malaquin 1896.  Monstrilla filogranarum ingår i släktet Monstrilla och familjen Monstrillidae. Inga underarter finns listade i Catalogue of Life.